# Quận Duval, Florida
Quận Duval là một quận thuộc tiểu bang Florida, Hoa Kỳ. Quận lỵ đóng ở Jacksonville6, cùng với đó, chính quyền quận Duval đã hợp nhất kể từ đó 1968.
Dân số theo điều tra năm 2010 của Cục điều tra dân số Hoa Kỳ 864263 là người, dân số năm 2019 ước khoảng 957.755 người, đông thứ 7 ở bang Florida.
Quận Duval nằm trong khu vực thống kê đô thị Jacksonville.

## Địa lý
Theo Cục điều tra dân số Hoa Kỳ, quận này có diện tích 2380 km2, trong đó có 400 km2 là diện tích mặt nước.